# Panacea zaraja
Panacea zaraja är en fjärilsart som beskrevs av Hans Fruhstorfer 1912. Panacea zaraja ingår i släktet Panacea och familjen praktfjärilar. Inga underarter finns listade i Catalogue of Life.